# 球瑚菌属
球瑚菌属（学名：Globulicium）是羽瑚菌科下的一个属。也曾归入羽瑚菌科。该属仅有冬生球瑚菌（Globulicium hiemale）一种。

## 下属物种
本属包括以下物种：
- 冬生球瑚菌 Globulicium hiemale (Laurila) Hjortstam